# Veronica Falcón

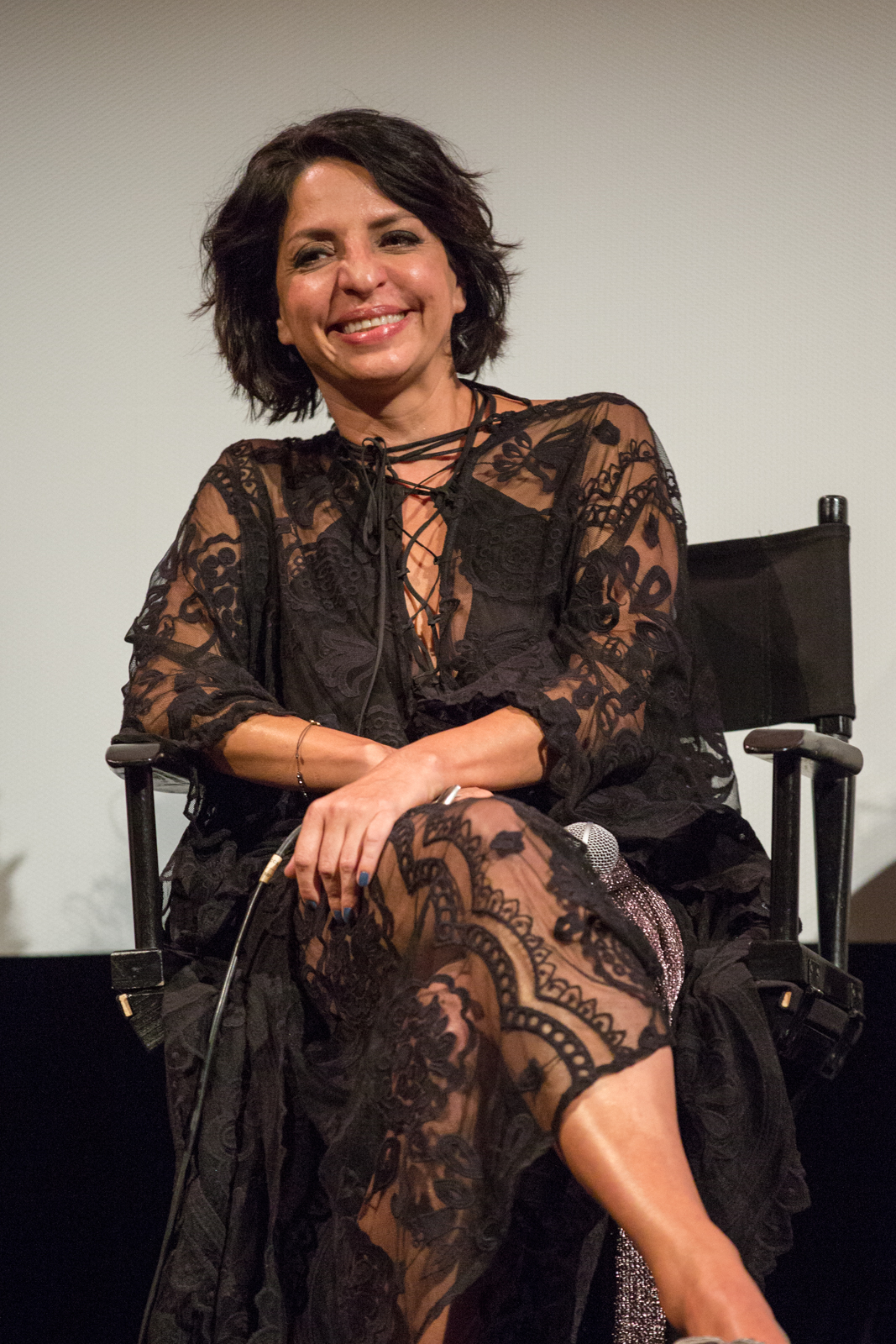
Veronica Falcón (2016)

Veronica Falcón (* 8. August 1966 in Mexiko-Stadt) ist eine mexikanische Schauspielerin und Choreografin.

## Leben und Karriere
Veronica Falcón wurde in Mexiko-Stadt geboren, wo sie anschließend aufwuchs. Sie entschied sich eine Laufbahn in der Unterhaltungsbranche anzustreben. Einen Teil ihrer Ausbildung absolvierte sie in London, wo sie einen Abschluss in Choreografie erwarb. Zudem absolvierte sie ein Englischstudium, das sie mit einem Master abschloss. Sie spricht insgesamt vier Sprachen. In ihrer mexikanischen Heimat arbeitete Falcón mehr als drei Jahrzehnte als Schauspielerin und Choreografin, in letzterer Tätigkeit unter anderem für die National Opera Company Mexikos. 
1987 gab sie in ihrer Heimat bei einem Auftritt in der Serie Cándido Pérez, Dr. ihr Schauspieldebüt vor der Kamera. 1992 war sie für die Serie María Mercedes als Tanzchoreografin beschäftigt. 2002 übernahm sie diese Aufgabe erneut für die Telenovela La Otra. 1995 trat sie als Kika im Filmdrama Midaq Alley auf. 2009 wirkte sie als Reina im US-Thriller Not Forgotten – Du sollst nicht vergessen mit. 2012 übernahm sie als Cayetana eine wiederkehrende Rolle in der dritten Staffel der Serie Capadocia. 2015 entschied sich Falcón ihre Heimat zu verlassen und in die USA zu ziehen, wo sie seitdem in Los Angeles lebt. 2016 wurde sie in der Serie Queen of the South als Camila Vargas in einer der Hauptrollen besetzt, in der sie bis 2018 zu sehen war. Es folgten Auftritte in den Serien Room 104 und The Falcon and the Winter Soldier. 2020 trat sie als Lupe Gibbs in der Serie Perry Mason auf. 2021 übernimmt sie als Camila Elizonndro eine zentrale Rolle in der vierten Staffel der Serie Ozark.

## Persönliches
Veronica Falcón war von 1998 bis 2016 mit dem Schauspieler Marius Biegai liiert. Aus der Beziehung ging ein gemeinsamer Sohn hervor. Falcón ist für ihre heisere, kraftvolle Stimme bekannt.

## Filmografie (Auswahl)
- 1987: Cándido Pérez, Dr. (Fernsehserie, eine Episode)
- 1995: Midaq Alley
- 2005: Desde Gayola (Fernsehserie, 5 Episoden)
- 2007: Trece miedos (Fernsehserie, eine Episode)
- 2007: Hasta el viento tiene miedo
- 2008: Vecinos (Fernsehserie, 2 Episoden)
- 2008–2011: La rosa de Guadalupe (Fernsehserie, 5 Episoden)
- 2009: Central de abasto (Fernsehserie, eine Episode)
- 2009: Not Forgotten – Du sollst nicht vergessen (Not Forgotten)
- 2009: Hermanos y detectives (Fernsehserie, 2 Episoden)
- 2010: Te presento a Laura
- 2010: Los Minondo (Fernsehserie, 5 Episoden)
- 2011: Salvando al Soldado Pérez
- 2011: Días de gracia
- 2011: Aquí entre nos
- 2012: Canela
- 2012: Paramedicos (Fernsehserie, eine Episode)
- 2012: Capadocia (Fernsehserie, 13 Episoden)
- 2013: Besos de Azúcar
- 2013: El edificio
- 2013–2014: Sr. Ávila (Fernsehserie, 6 Episoden)
- 2014: Eddie Reynolds y Los Ángeles de Acero
- 2015: El Señor de los Cielos (Fernsehserie, 7 Episoden)
- 2015: El Capitán Camacho (Fernsehserie, 26 Episoden)
- 2015: Un monstruo de mil cabezas
- 2016: Busco novio para mi mujer
- 2016–2018: Queen of the South (Fernsehserie, 39 Episoden)
- 2017: Room 104 (Fernsehserie, Episode 1x09)
- 2019: Perpetual Grace, LTD (Fernsehserie, 8 Episoden)
- 2020: Perry Mason (Fernsehserie, 6 Episoden)
- 2021: Haymaker
- 2021: The Falcon and the Winter Soldier (Fernsehserie, 2 Episoden)
- 2021: Jungle Cruise
- 2021: Why Women Kill (Fernsehserie, 9 Episoden)
- 2021: Der Vogel (The Starling)
- 2022: Ozark (Fernsehserie, 6 Episoden)
- 2022: Aristoteles und Dante entdecken die Geheimnisse des Universums (Aristotle and Dante Discover the Secrets of the Universe)
- 2024: Imaginary